# Allan Wagner
Edward Allan Wagner Tizón (Lima, 7 febbraio 1942) è un diplomatico e politico peruviano, ministro degli esteri del Perù dal 15 febbraio al 29 luglio 2021, avendo già ricoperto il medesimo incarico due volte, dal 2002 al 2003 e quindi dal 1985 al 1988.
Inoltre, è stato ministro della difesa dal 2006 al 2007.

## Biografia
Figlio di Carlos Adolfo Wagner Vizcarra e María Antonieta Tizón Ponce, Allan Wagner ha frequentato la scuola primaria al Colegio Maristas de San Isidro e la scuola secondaria alla Gran Unidad Escolar Ignacio Merino de Talara. Ha studiato ingegneria chimica all'Università Nazionale di Ingegneria e all'Università Nazionale di Trujillo dal 1959 al 1962. Ha quindi studiato alla Facoltà di Lettere della Pontificia Università Cattolica del Perù dal 1963 al 1964.
Dopo aver intrapreso la carriera diplomatica per concorso pubblico, nel maggio 1963, è stato assegnato nel tempo alle rappresentanze diplomatiche peruviane in Svizzera, Uruguay, Stati Uniti, Cile, Paesi Bassi e presso la Corte Internazionale di Giustizia.
Ministro degli esteri del Perù dal luglio 1985 al maggio 1988, e per una seconda volta dal luglio 2002 al dicembre 2003, è stato inoltre ministro della difesa dal luglio 2006 al dicembre 2007.
Il 15 febbraio 2021 è stato nuovamente nominato capo del dicastero degli esteri in seguito alle dimissioni di Elizabeth Astete. È rimasto in carica fino al luglio dello stesso anno.